# Irena Sendler

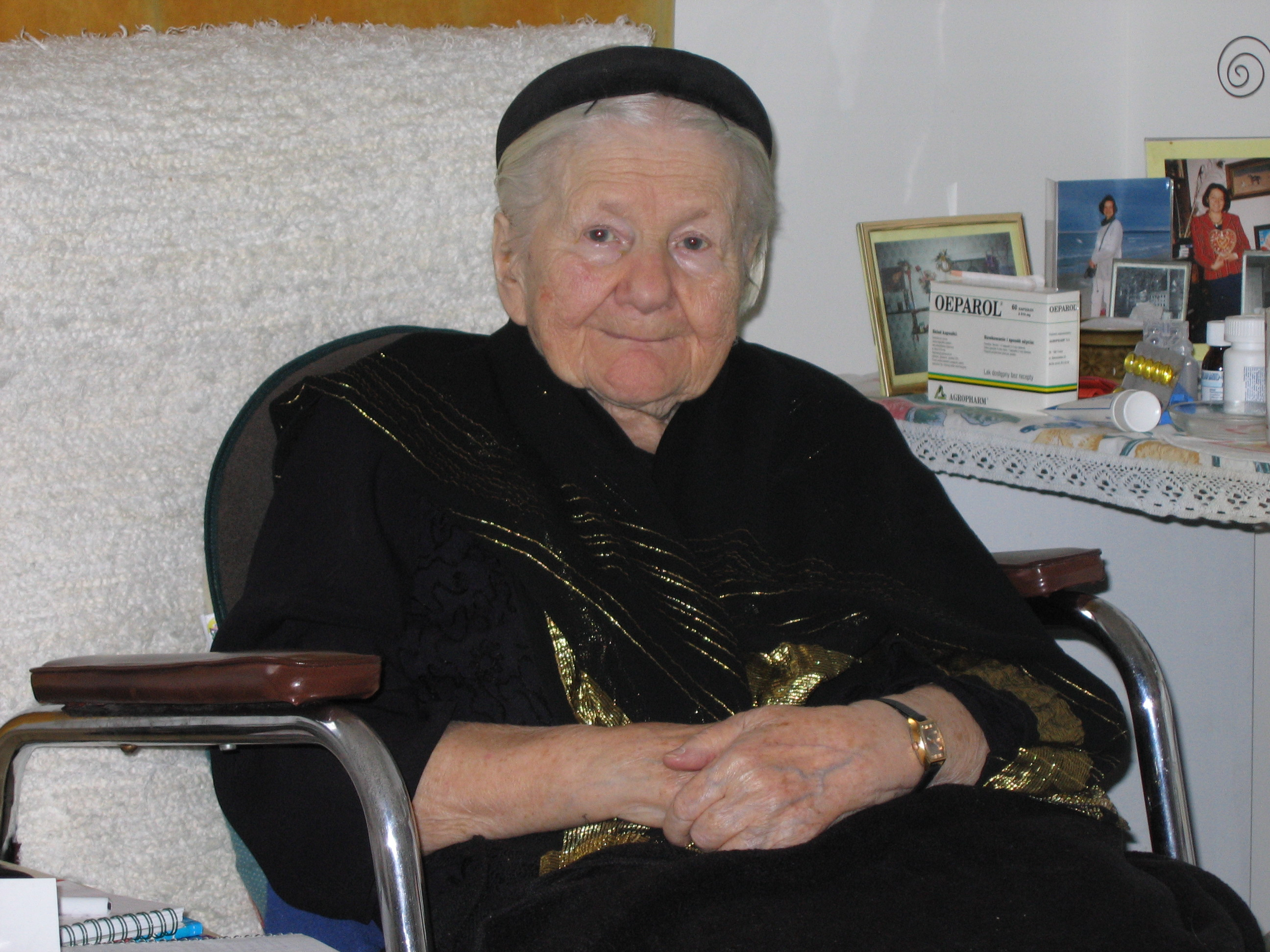
Irena Sendlerowa i Warszawa den 13 februari 2005.

Irena Stanisława Sendler, eller Irena Sendlerowa, född Krzyżanowska 15 februari 1910 i Warszawa, död 12 maj 2008 i Warszawa, var en polsk socialarbetare som räddade 2 500 barn från Warszawas getto under andra världskriget.
Sendler var medlem i organisationen Żegota som smugglade ut barn undan en säker död i gettot. De barn som räddades sändes till olika katolska institutioner och kloster och fick nya namn. De smugglades ut i lådor från gettot och till landsbygden där de bodde hos familjer med nya identiteter. Barnens identitet skrev hon ner på papperslappar som hon sedan stoppade i glasburkar och grävde ner i sin trädgård. På så sätt kunde många familjer återförenas efter kriget.
1943 blev hon påkommen och arresterades av Gestapo. De bröt hennes armar och ben och hon undkom på väg att avrättas genom att hennes fångvaktare mutades via Żegota.
Hon var socialist och medlem i polska socialistpartiet.
1965 blev hon förärad en medalj Rättfärdig bland folken och blev senare hedersmedborgare i Israel.
2007 utsågs hon till nationalhjälte i Polen och nominerades samma år till Nobels fredspris. Priset gick dock till miljöaktivisten och förre amerikanska vicepresidenten Al Gore.
I juli 2010 skändades Sendlers grav av vandaler, som sprejade orden "Juden raus" ("Ut med judarna") på hennes gravsten.
Hennes far var läkare; hon var gift och skild tre gånger.